# Lennart Lindgren (friidrottare)
Erik Lennart Henry Lindgren, född 14 april 1915 i Malmö garnisonsförsamling, död 26 april 1952 i Slottsstadens församling i Malmö, var en svensk friidrottare (sprinter).
Vid EM år 1938 var Lindgren med i det svenska stafettlaget som tog silver på 4x100 meter (de andra i laget var Gösta Klemming, Åke Stenqvist och Lennart Strandberg). 
Lindgren tog ett SM-guld på 100 meter 1939, dessutom vann han SM-guld i stafett 4x100 meter fem gånger och 4x400 meter en gång. Han tävlade för Malmö AI.

## Personliga rekord
- 100 m: 10,7 s (Malmö 29 maj 1936)[6]
- 200 m: 21,8 s (Stockholms stadion 13 augusti 1938)[7]

### Fotnoter
1. 1 2  European-Athletics.org Läst 2015-10-18
2. 1 2 3 4  Wiger 2006, s. 36.
3. 1 2 3 4 5 6  Wiger 2006, s. 150.
4. ↑  Wiger 2006, s. 157.
5. ↑  Sveriges dödbok 1947-2003, (CD-ROM version 3.0), utgiven av Sveriges Släktforskarförbund 2005
6. ↑  Holmberg 2009, s. 35.
7. ↑  Holmberg 2009, s. 68.